# Arcella
A Arcella é um dos géneros maiores de arcellinida e uma ameba das mais comuns de água doce, e é uma testácea (subclasse rhyzopoda) que possui carapaça unilocular, feita de sílica (de prismas silicosos) ou carbonato de cálcio, em forma de pires.
A sua teca de proteína tem a forma de um domo achatado com a abertura no meio do lado de baixo.
Cerca de 50 espécies e muitas mais variedades e formas são conhecidas. A espécie tipo é Arcella vulgaris.